# The Number 1's Tour
The Number 1's Tour, conosciuto anche come Mariah Carey: Live in Concert, è un tour mondiale della cantautrice Mariah Carey, a supporto della raccolta #1 to Infinity (2015).
È iniziato a Kuala Lumpur il 16 ottobre 2018 ed è terminato, dopo 11 concerti in Asia, il 9 novembre 2018 a Bangkok.
Inizialmente previsto per febbraio, il suo inizio venne rimandato a ottobre per via di impegni della cantante. Inoltre, poco prima che partisse, l'intera leg oceanica del tour venne cancellata per via di problemi di programmazione.
Il tour registra il tutto esaurito in tutte le date.

## Scaletta
La scaletta rispecchia principalmente quella del secondo residency show della cantante a Las Vegas, ossia The Butterfly Returns (2018/2019):
1. Honey
2. Shake It Off
3. Make It Happen

Sweetheart / Say Somethin' /Loverboy/ Dreamlover (medley interlude)
1. Fantasy (Bad Boy Mix)
2. Always Be My Baby
3. Vision of Love
4. Emotions

Migrate (interlude)
1. #Beautiful
2. One Sweet Day
3. Can't Let Go
4. With You
5. My All

I'm That Chick (interlude)
1. It's like That
2. Love Hangover / Heartbreaker (Diva Remix)
3. Touch My Body
4. We Belong Together

We Belong Togheter (DJ Clue Remix; interlude)
1. Hero

### Variazioni
- Il medley Love Hangover / Heartbreaker non venne eseguito a Kuala Lumpur, Osaka, Tokyo e Bangkok.
- L'interludio I'm That Chick venne sostituito da Rock with You, eseguita da Trey Lorenz, nella data di Kuala Lumpur.
- With You venne rimpiazzata da Love Takes Time nelle date di Bangkok, Shenzen e Shangai.
- #Beautiful venne rimpiazzata da Don't Forget About Us nella data di Shenzen.

## Date
| Date             | Città        | Stato      | Luogo                             | Biglietti disponibili / Biglietti venduti | Incasso |      |
| Asia             | Asia         | Asia       | Asia                              | Asia                                      | Asia    | Asia |
| ---------------- | ------------ | ---------- | --------------------------------- | ----------------------------------------- | ------- | ---- |
| 16 ottobre 2018  | Kuala Lumpur | Malaysia   | Plenary Hall                      | N.D.                                      | N.D.    |      |
| 18 ottobre 2018  | Taipei       | Taiwan     | Linkou Stadium                    | N.D.                                      | N.D.    |      |
| 20 ottobre 2018  | Macao        | Macao      | Cotai Arena                       | N.D.                                      | N.D.    |      |
| 22 ottobre 2018  | Shenzhen     | Cina       | Shenzhen Bay Sports Center        | N.D.                                      | N.D.    |      |
| 24 ottobre 2018  | Shanghai     | Cina       | Mercedez-Benz Arena               | N.D.                                      | N.D.    |      |
| 26 ottobre 2018  | Manila       | Filippine  | Araneta Coliseum                  | N.D.                                      | N.D.    |      |
| 29 ottobre 2018  | Osaka        | Giappone   | Osaka Municipal Central Gymnasium | N.D.                                      | N.D.    |      |
| 31 ottobre 2018  | Tokyo        | Giappone   | Nippon Budokan                    | N.D.                                      | N.D.    |      |
| 1º novembre 2018 | Tokyo        | Giappone   | Nippon Budokan                    | N.D.                                      | N.D.    |      |
| 3 novembre 2018  | Singapore    | Singapore  | Star Performing Arts Centre       | N.D.                                      | N.D.    |      |
| 6 novembre 2018  | Magelang     | Indonesia  | Borobudur Temple                  | N.D.                                      | N.D.    |      |
| 9 novembre 2018  | Bangkok      | Thailandia | Bitec Hall 106                    | N.D.                                      | N.D.    |      |